# 胡世昌 (康熙進士)
胡世昌，浙江省紹興府上虞縣人，清朝政治人物。进士出身。

## 生平
康熙四十五年（1706年），登進士，授雄縣知縣。